# Pajar Bulan (Pajar Bulan)
Pajar Bulan is een bestuurslaag in het regentschap Lahat van de provincie Zuid-Sumatra, Indonesië. Pajar Bulan telt 693 inwoners (volkstelling 2010).